# Where There's a Swill There's a Sway
Where There's a Swill There's a Sway è un cortometraggio muto del 1913 diretto da Frank Wilson.

## Trama
Il pony Sandow viene messo in guardina per ubriachezza. Lui, allora, comincia uno sciopero della fame.

## Produzione
Il film fu prodotto dalla Hepworth.

## Distribuzione
Distribuito dalla Hepworth, il film - un cortometraggio di 238 metri - uscì nelle sale cinematografiche britanniche nel dicembre 1913.
Si conoscono pochi dati del film che, prodotto dalla Hepworth, fu distrutto nel 1924 dallo stesso produttore, Cecil M. Hepworth. Fallito, in gravissime difficoltà finanziarie, il produttore pensò in questo modo di poter almeno recuperare il nitrato d'argento della pellicola.